# Nicola Palizzi
Nicola Palizzi (Vasto, 20 febbraio 1820 – Napoli, 20 settembre 1870) è stato un pittore italiano.

## Biografia
Appartenente alla famiglia dei pittori Palizzi (i suoi fratelli Giuseppe, Francesco Paolo e Filippo sono stati pittori), dopo aver lavorato come armiere per i primi anni della sua vita a Napoli, nel 1842 si trasferì dai fratelli e studiò nella locale Accademia di belle arti.
Le prime sue tele sono soprattutto paesaggi, con tramonti o altre manifestazioni meteorologiche. Palizzi si impegnò poi nella rappresentazione dal vivo - en plein air -  e fornì anche testimonianza di eventi, come terremoti ed eruzioni del Vesuvio.
Seguendo l'esempio del fratello Giuseppe, nel 1856 Nicola intraprese un viaggio che, con tappa a Roma e a Firenze, lo portò a Parigi, dove ebbe occasione di conoscere le innovazioni pittoriche della Scuola di Barbizon - di cui Giuseppe Palizzi era diventato un esponente - e i dipinti di Gustave Courbet. Nicola Palizzi ha fatto parte del gruppo di pittori della Scuola di Resìna tra cui Giuseppe De Nittis e Federico Rossano.
Oltre che per la sua opera di paesaggista, Nicola Palizzi è noto per essere stato uno degli illustratori - insieme al fratello Filippo - dell'opera Usi e costumi di Napoli e contorni descritti e dipinti (1853), edita da Francesco De Bourcard, cui collaborarono scrittori e artisti napoletani dell'epoca. Tale opera rimane tuttora uno dei riferimenti di maggior valore, per lo studio dei caratteri e delle usanze popolari della Napoli, a metà Ottocento.
La Pinacoteca dei Musei civici di Vasto ha una sala intitolata a Nicola Palizzi, in cui sono esposte molte sue opere.

### Opere all'Accademia di belle arti di Napoli
La Galleria dell'Accademia di belle arti di Napoli - dove si conserva la più importante collezione di opere di Nicola Palizzi - possiede gli oli su tela: Rocce con pantano (Avellino), 83x66,5 cm; Piano di Salerno presso Paestum con mandria di bufali, 95x24,5 cm; Paesaggio (Cava dei Tirreni), 76x64 cm (in deposito alla Galleria d'arte moderna e contemporanea - Roma); Sopra Sant'Agata o L'accampamento, 1866, 186x133 cm; Sopra Sant'Agata di Sorrento (bozzetto), 48x37,5 cm; Ponte (Avellino), 48x34,5 cm; La buona notizia, 64,5x86 cm; Lepre che fugge, 1869, 67,5x56 cm; Studio di rocce nel Beneventano, 61x48 cm; Alla Cava dei Tirreni, 79x52 cm; Sorrento, sole calante, 67,5x38,5 cm In provincia di Avellino, 67x38 cm; Costiera sopra Sant'Agata, al tramonto, 82,5x54 cm; Nei pressi di Benevento, 106x78,5 cm; Contadina in campagna a Capri, 83x48,5 cm; Sorrento: tramonto, 74x101 cm; Foresta di Fontainebleau, 54,5x45 cm; Capri veduta da Massa, 106,5x76 cm; Nei dintorni di Avellino, 44x24 cm.

## Galleria d'immagini

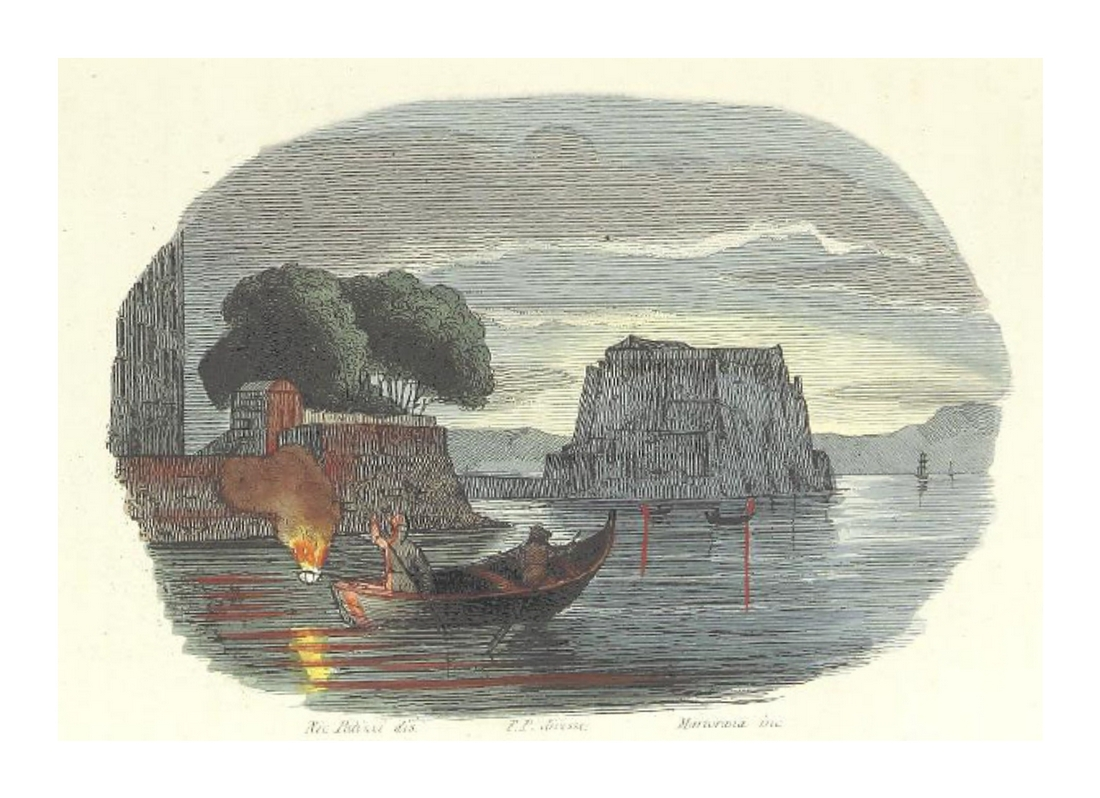
La pesca di sera, 1853[2], N. Palizzi dis, F. P. diresse, Martorana inc.
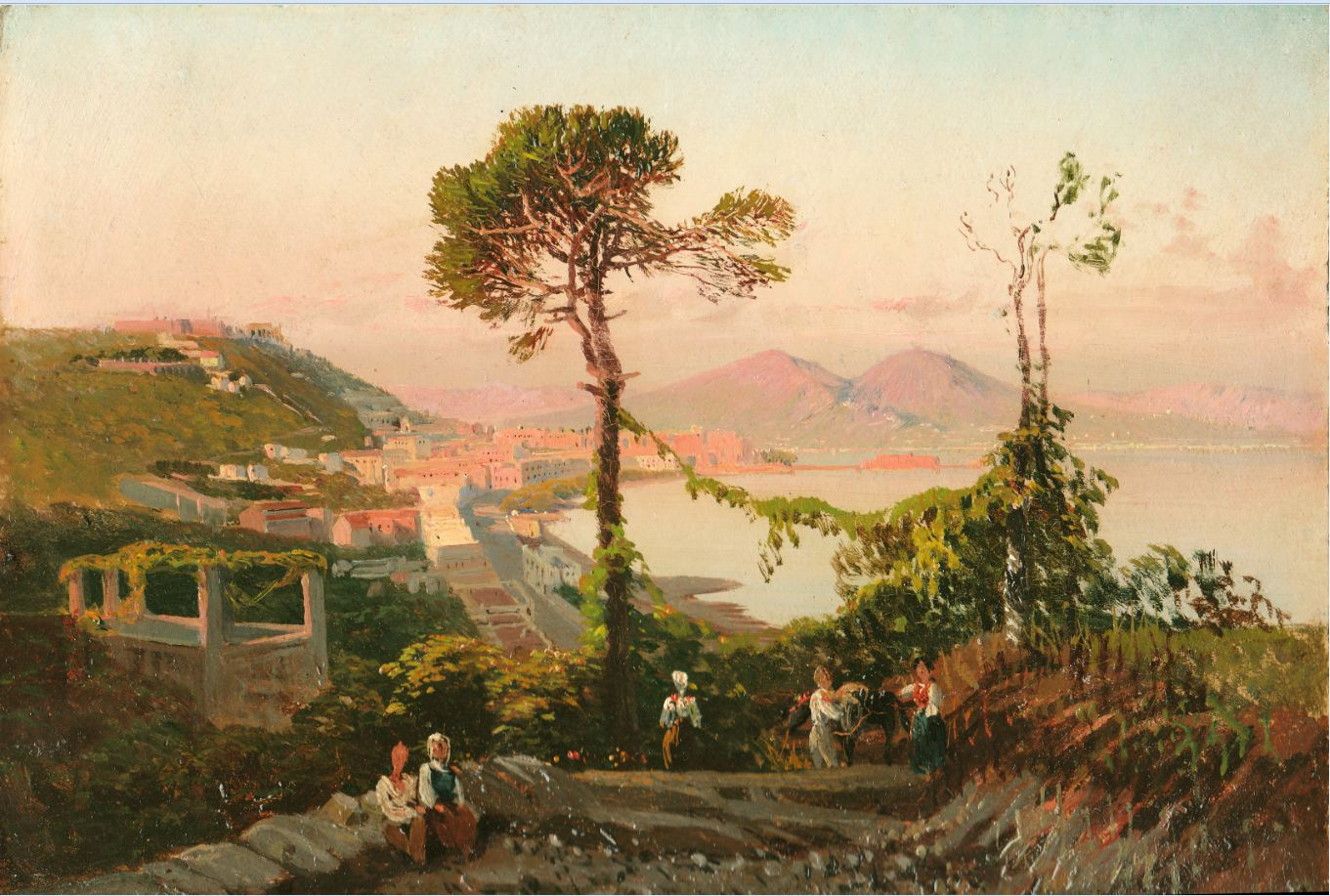
Paesaggio
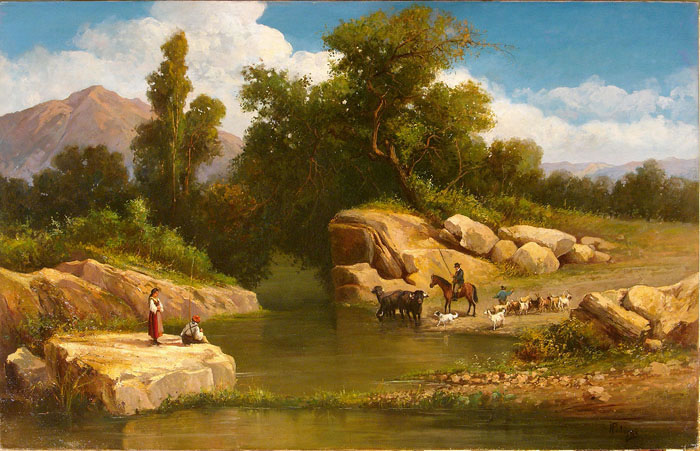
Paesaggio
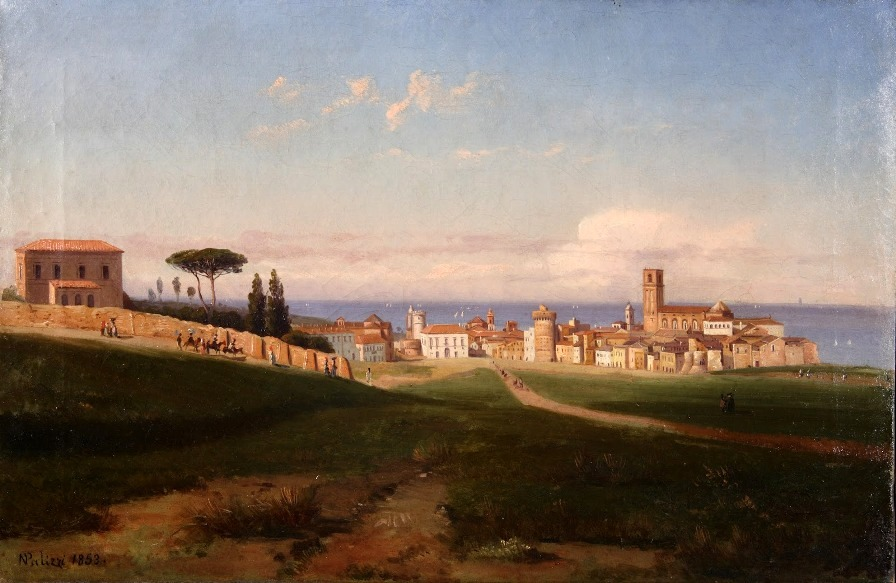
Vasto, 1853